# Glaser-Dirks DG-500
|}
Glaser-Dirks DG-500, kasneje tudi DG-505 je dvosedežno jadralno letalo nemškega proizvajalca Glaser-Dirks (pozneje DG Flugzeugbau). Grajen je večinoma iz fiberglasa (GFRP) in kompozitnih materialov s karbonskimi vlakni.

Trenažna verzija ima 18m razpon, visokosposobna jadralna verzija pa 20m ali 22-metrski razpon kril. Trup je enak pri vseh verzijah. Ima uvlačljivo pristajalno podvozje. DG-500/18 lahko izvaja akrobatske manevre  +7/-5 g. 

DG-500M je verzija z motorjem. DG-500/22 se lahko naloži s 160 kilogrami vodnega balasta.

Od leta 2004 naprej se verzija DG-505 Orion proizvaja tudi v Sloveniji. 

DG-500 je postavil rekord v jadralnih letalih s človeško posadko - 30. avgusta 2006 je dosegel višino 15460 m (50720 ft). Podrl je prejšnji rekord za okrog 522 metrov. Bil je standardni DG-500M, odstranili so motor in namestili rezervoarje za tekoči kisik. Imel je tudi padalo za zasilni spust iz visoke višine.

## Verzije
DG-500
Prva proizvodna verzija
DG-500/18
Akrobatska verzija
DG-500/22
z 22 metrskim razponom
DG-500M
Verzija z motorjem
DG-505
izboljšan DG-500
DG-505 Orion
Verzija, ki so jo gradili v Sloveniji
DG-505MB
DG-505 z motorjem

## Specifikacije (18-metrski razpon)
- Posadka: 1 pilot
- Kapaciteta: 1 potnik ali inštruktor
- Dolžina: 8,66 m (28 ft 5 in)
- Razpon kril: 17,20 m (56,43 ft in)
- Prazna teža: 380 kg (838 lb)
- Gros teža: 615 kg (1356 lb)

- Maks. hitrost: 270 km/h (168 mph)
- Jadralno število: 39,4
- Hitrost padanja: 0,58 m/s (114,17 ft/min)